# Ada Blackjack
Ada Blackjack, nata Ada Delutuk (Solomon, 10 maggio 1898 – Palmer, 29 maggio 1983), è stata un'esploratrice statunitense di etnia iñupiat, nota per essere sopravvissuta per due anni (e per gli ultimi due mesi da sola) sull'isola di Wrangel, in Siberia, esperienza che le valse i soprannomi di Robinson Crusoe donna e di eroina dell'Isola di Wrangel (quest'ultimo scelto dal figlio come epitaffio per la tomba della donna).

## Biografia
Nata a Spruce Creek, un remoto insediamento dell'area non incorporata di Solomon, in Alaska, Ada Delutuk rimase orfana di padre all'età di otto anni; la madre mandò lei e la sorella Rita alla scuola di una missione metodista nella non lontana Nome, dove venne cresciuta dai missionari. A sedici anni sposò il musher Jack Blackjack, dal quale ebbe tre figli, uno solo dei quali, Bennett, sopravvisse alla prima infanzia. La coppia si stabilì nella penisola di Seward. L'uomo la lasciò nel 1921, e la Blackjack fece ritorno a Nome, dove viveva la madre. Le difficoltà economiche della famiglia spinsero la donna ad affidare Bennett a un orfanotrofio, dove il ragazzo poteva essere meglio curato dalla tubercolosi, in attesa di guadagnare una cifra sufficiente per riportarlo a casa.

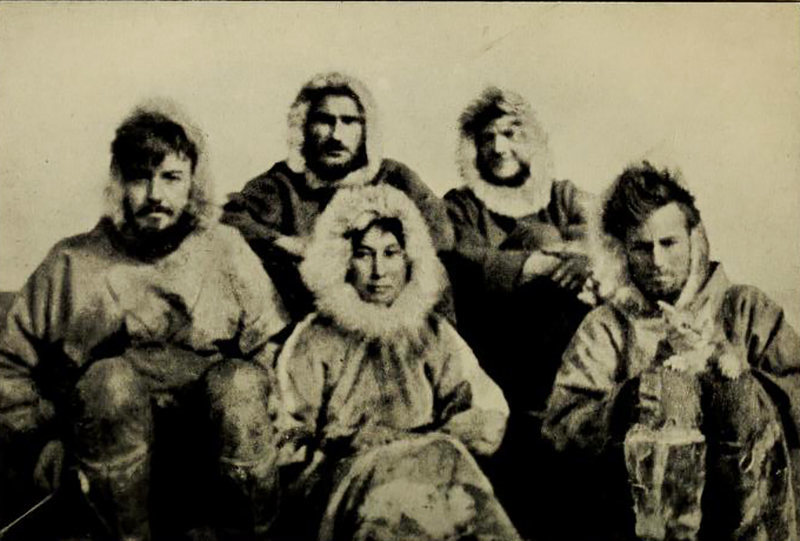
I membri della spedizione

Proprio per guadagnare abbastanza per curare il figlio, accettò di far parte della spedizione guidata dal canadese Allan Crawford ma pianificata e finanziata da Vilhjalmur Stefansson, per reclamare il possesso dell'isola di Wrangel per conto del Canada e dell'Impero britannico (sebbene né l'uno né l'altro avessero dimostrato alcun interesse né finanziato la spedizione). Della spedizione facevano parte, oltre a Crawford e ad Ada Blackjack, tre statunitensi: Lorne Knight, Milton Galle e Fred Maurer (quest'ultimo aveva già vissuto sull'isola per alcuni mesi nel 1914, a seguito del naufragio della nave Karluk). La donna era stata assunta come cuoca e sarta della spedizione. Del viaggio avrebbero dovuto fare parte altri inuit, che tuttavia rinunciarono all'ultimo.
La nave su cui erano imbarcati, la Silver Wave, raggiunse l'isola il 16 settembre 1921. Dopo circa un anno di permanenza relativamente tranquilla, le scorte di cibo si ridussero, anche perché - contrariamente a quanto previsto - il gruppo non era in grado di procacciarsi cibo a sufficienza. Una nave avrebbe dovuto raggiungerli nell'estate del 1922, ma la Teddy Bear partita il 20 agosto, in ritardo rispetto al previsto, non riuscì a raggiungere l'isola a causa del ghiaccio. Il 28 gennaio 1923 Crawford, Galle e Maurer partirono alla ricerca di aiuto, avventurandosi sul mare ghiacciato per raggiungere la terraferma. Di loro non si ebbero mai più notizie. La Blackjack rimase invece con Knight, malato di scorbuto, il quale morirà il 23 giugno successivo.
Soltanto il 19 agosto del 1923 Harold Noice sulla nave Donaldson riuscì a raggiungere l'isola e a portare in salvo le uniche sopravvissute: Ada Blackjack e la gatta della spedizione, Vic. La sua storia ebbe ampio risalto sui media, ma la Blackjack, persona assai riservata, non ne volle approfittare: a parte il compenso previsto per la spedizione e il ricavato della vendita delle pellicce cacciate sull'isola di Wrangel, non ottenne altro denaro. Si trasferì con Bennett a Seattle, dove si risposò con un certo Johnson ed ebbe un altro figlio. Anche questo secondo matrimonio terminò, e la donna fece ritorno coi figli in Alaska; morì in una casa di riposo di Palmer all'età di 85 anni.